# Ryszard Oleszczuk
Ryszard Andrzej Oleszczuk – doktor habilitowany nauk rolniczych, inżynier, nauczyciel akademicki Szkoły Głównej Gospodarstwa Wiejskiego w Warszawie i Wyższej Szkoły Ekologii i Zarządzania w Warszawie, specjalista w zakresie melioracji wodnych i ochrony środowiska glebowego.

## Życiorys
W 1994 ukończył w Szkole Głównej Gospodarstwa Wiejskiego w Warszawie studia na kierunku inżynieria środowiska, gdzie w 1998 na podstawie napisanej pod kierunkiem Tomasza Brandyka rozprawy pt. Analiza stosunków wodnych w profilu gleby torfowo-murszowej z uwzględnieniem zjawisk pęcznienia i kurczenia otrzymał w Wydziale Inżynierii i Kształtowania Środowiska stopień naukowy doktora nauk rolniczych dyscyplina kształtowanie środowiska specjalność kształtowanie środowiska. 
W 2011 na tym samym wydziale na podstawie dorobku naukowego oraz rozprawy pt. Analiza charakterystyk zmian objętości odwadnianych i nawadnianych gleb torfowisk niskich uzyskał stopień doktora habilitowanego nauk rolniczych dyscyplina kształtowanie środowiska specjalności melioracje wodne, ochrona środowiska glebowego.
Został nauczycielem akademickim Wydziału Budownictwa i Inżynierii Środowiska SGGW w Katedrze Kształtowania Środowiska. Objął funkcję sekretarza Komitetu Melioracji i Inżynierii Środowiska Rolniczego Polskiej Akademii Nauk oraz członka Komitetu Nauk Agronomicznych PAN. Został także wykładowcą Wydziału Inżynierii i Zarządzania Wyższej Szkoły Ekologii i Zarządzania w Warszawie.